# Roberto Carlos
Roberto Carlos da Silva Rocha (sinh 10 tháng 4 năm 1973 tại Garça, São Paulo), được biết đến nhiều nhất với tên Roberto Carlos, là một cựu cầu thủ bóng đá người Brasil chơi ở vị trí hậu vệ cánh. Anh từng là thành viên trong đội tuyển bóng đá quốc gia Brasil suốt 3 kỳ World Cup, giúp đội bóng lọt vào trận chung kết World Cup 1998 và giành chức vô địch vào năm 2002.
Trước khi gia nhập Fenerbahçe, anh từng chơi cho Real Madrid 11 mùa giải, đoạt 4 chức vô địch quốc gia, 3 lần vô địch UEFA Champions League, và 2 lần đoạt Intercontinental Cup. Anh là một trong sáu cầu thủ hiếm hoi từng thi đấu 100 trận tại Champions League, tính tới tháng 2 năm 2008.
Trong thời kỳ phong độ đỉnh cao của mình, Carlos nổi tiếng với tốc độ chạy và những cú sút xa cực mạnh. Anh từng về sau người đồng hương Ronaldo trong cuộc bình chọn Cầu thủ giỏi nhất năm 1997 của FIFA và được vua bóng đá Pelé đưa vào danh sách 125 cầu thủ còn sống vĩ đại nhất vào tháng 4 năm 2004.

## Sự nghiệp câu lạc bộ

### União São João
Roberto Carlos bắt đầu sự nghiệp của mình tại União São João, một câu lạc bộ bóng đá ở Araras (bang São Paulo). Thời gian này dù chỉ chơi tại một đội bóng nhỏ bé, ít tên tuổi, anh vẫn được gọi vào đội tuyển bóng đá quốc gia Brasil vì khả năng của mình.

### Palmeiras
Chơi tại Palmeiras trong 2 năm, Roberto Carlos dần khẳng định mình là một trong những tên tuổi xuất sắc của bóng đá Brasil, khi giúp đội này 2 lần đoạt Giải vô địch bóng đá Brasil.

### Inter Milan
Sau khi suýt nữa gia nhập Middlesbrough của Bryan Robson vào năm 1995, Roberto Carlos quyết định sang Milan và chơi cho Inter, nhưng chỉ được một mùa bóng vỏn vẹn. Huấn luyện viên đương thời của Inter, ông Roy Hodgson muốn Carlos chơi như một tiền vệ công biên trái, trong khi anh chỉ muốn chơi ở vị trí hậu vệ cánh trái.

### Real Madrid
Roberto Carlos chơi bóng tại Madrid suốt 11 mùa giải, tổng cộng 584 trận và ghi 74 bàn thắng. 370 trận trong đó là ở giải vô địch, giải mà anh đã ghi 46 bàn thắng từ vị trí hậu vệ cánh trái sở trường.Anh được coi là cầu thủ trâu bò nhất của Real Madrid
Vào ngày 2 tháng 7 năm 2005, Carlos được nhận quốc tịch Tây Ban Nha. Đây là một chuyện quan trọng với Real Madrid, vì thế có nghĩa là Carlos trở thành cầu thủ châu Âu. Tháng 1 năm 2006, với trận đấu thứ 330 cho Real, anh lập kỷ lục mới trong câu lạc bộ khi là người ngoại quốc thi đấu nhiều trận nhất trong giải vô địch Tây Ban Nha. Kỷ lục trước đó là 329 trận được lập bởi huyền thoại Alfredo Di Stefano.
Năm 2006, vì là một trong những cầu thủ chủ chốt trong đội tuyển, Carlos bị chỉ trích nặng nề bởi một sai lầm trong trận đấu quan trọng của vòng 1/16 Champions League, sau khi để mất bóng, tạo cơ hội cho Roy Makaay ghi bàn thắng nhanh nhất trong lịch sử giải này, đồng thời giúp Bayern Munich loại Real khỏi giải vô địch châu Âu mùa đó. Vào 9 tháng 3 năm 2007, anh thông báo rằng mình sẽ không ký thêm hợp đồng với Real Madrid. Ở trong lần chiến thắng Recreativo de Huelva, một trong những trận cuối cùng của mùa giải mà van Nistelrooy chơi xuất sắc, van Nistelrooy đã tạo cơ hội cho Carlos ghi bàn thắng cho đội nhà. Kết thúc mùa giải, Real đoạt chức vô địch Tây Ban Nha lần thứ 30.

#### "Bàn thắng bất khả thi"
Tại giải vô địch Tây Ban Nha vào năm 1998, trong trận đấu giữa Real và Tenerife, Roberto Carlos đã ghi 1 bàn thắng kỳ lạ, được báo chí gọi là "the impossible goal" (bàn thắng bất khả thi) . Sau một pha dốc bóng đến gần sát chấm phạt góc, anh đã sút bóng bằng chân trái, xoáy cong đường bay làm cho nó bay vào góc trái của khung thành, vượt khỏi dự đoán của thủ môn. Việc ghi bàn từ một góc xấp xỉ 180 độ như thế, được cho là điều phi thường, vượt xa mọi công thức về toán học.
Ngoài bàn thắng này, Carlos còn 1 bàn nổi tiếng khác nhưng là trong màu áo đội tuyển quốc gia (xem phần dưới).

### Fenerbahçe
Vào 19 tháng 6 năm 2007, Roberto Carlos ký 1 hợp đồng gồm 2 năm thi đấu và 1 năm tùy ý với Fenerbahçe của Thổ Nhĩ Kỳ. Trong mùa giải đầu tiên ở đây, anh đã cùng Fenerbahce đoạt Siêu cúp Thổ Nhĩ Kỳ sau khi hạ Beşiktaş J.K. bằng 2 bàn thắng. Trong trận gặp Sivasspor sau đó một thời gian, anh ghi bàn thắng đầu tiên cho Fenerbahce, đó là một cú đánh đầu vào ngày 25 tháng 8 năm 2007, cũng là bàn bằng đầu thứ 3 trong sự nghiệp của anh.

### Corinthians
Sau đó năm 2010 Roberto Carlos về Brazil trong màu áo Corinthians tái hợp với đồng đội cũ là Ronaldo

### Anzhi Makhachkala
Anh chuyển tới Anzhi Makhachkala, 1 đội bóng nhà giàu tại Nga, Carlos ghi 5 bàn sau 32 trận, dù chỉ ở đây 1 mùa nhưng Carlos đã bị phân biệt chủng tộc tới 2 lần.

### Delhi Dynamos
Carlos tuyên bố giải nghệ vào ngày 2 tháng 8 năm 2012. Dù vậy nhưng vào năm 2015, Carlos bất ngờ tái xuất tại CLB Delhi Dynamos của Ấn Độ, nhưng chỉ chơi 2 trận thì Carlos chính thức treo giày vĩnh viễn.

## Sự nghiệp quốc tế
Roberto Carlos từng thi đấu 125 trận, ghi 11  bàn cho đội tuyển bóng đá quốc gia Brasil. Vào kỳ World Cup 1998, anh chơi đủ 7 trận cho đội và được chọn vào đội hình tiêu biểu của World Cup lần đó. Trong 1 trận đấu vòng loại của World Cup 2002, thủ môn Jose Luis Chilavert của Paraguay đã đánh Carlos sau 1 va chạm, hành động này đã khiến Chilavert bị treo giò 3 trận tiếp theo, trong đó có 1 trận thuộc vòng chung kết World Cup. Roberto Carlos đá đủ 7 trận ở giải này, ghi 1 bàn từ pha sút phạt trực tiếp vào lưới đội Trung Quốc. Anh thi đấu trọn vẹn trận chung kết với Đức mà đội tuyển vàng - xanh đã thắng 2 - 0.
Sau thất bại với Pháp tại World Cup 2006, anh tuyên bố giã từ sự nghiệp thi đấu quốc tế. Trong trận đấu đó, anh đã bị chỉ trích vì lơi lỏng trong lúc kèm Thierry Henry, để cho cú sút phạt của Zinedine Zidane được Henry tận dụng thành bàn thắng.

### Cú sút phạt nổi tiếng
Roberto Carlos có một bàn thắng rất nổi tiếng trong khi chơi cho tuyển quốc gia, đó là pha sút phạt vào lưới Pháp trong giải Tứ hùng năm 1997. Cú sút được thực hiện ở một khoảng cách 35m, tại một vị trí chếch về bên phải một chút so với khung thành. Quả bóng lao về bên phải dũng mãnh tới mức cậu bé lượm bóng phải né về bên phải vì sợ bóng đập trúng mình. Tuy nhiên, bóng lại đổi hướng, bay cong về bên trái và bật cột dọc đi vào khung thành, trước sự ngơ ngác của Fabien Barthez và các cầu thủ có mặt trên sân

## Hoạt động truyền thông
Roberto Carlos xuất hiện trong quảng cáo cho hãng đồ thể thao Nike. Năm 1998, anh đóng vai chính trong một quảng cáo của Nike tại một sân bay trước thềm World Cup 1998 cùng với một số ngôi sao của đội tuyển quốc gia Brazil, bao gồm cả Ronaldo Và Romário. Trong chiến dịch quảng cáo của Nike trước thềm World Cup 2002 tại Hàn Quốc và Nhật Bản, Roberto Carlos đóng vai chính trong một giải đấu thương mại có tên "Secret Tournament" (hãy còn gọi là "Scopion KO") do đạo diễn Terry Gilliam, xuất hiện bên cạnh các cầu thủ bóng đá ngôi sao khác, bao gồm cả Ronaldo, Thierry Henry, Francesco Totti, Ronaldinho, Luis Figo và cầu thủ người Nhật Hidetoshi Nakata, và cựu cầu thủ Eric Cantona làm "trọng tài" của giải đấu.
Roberto Carlos cũng đóng vai chính trong quảng cáo của Pepsi, bao gồm cả quảng cáo Pepsi tại World Cup 2002 nơi anh xếp hàng cùng David Beckham, Raúl và Gianluigi Buffon trong việc tham gia vào một đội thi đấu Sumo
Roberto Carlos góp mặt trong EA Sports'FIFA loạt trò chơi điện tử và được chọn xuất hiện trên trang bìa của FIFA Football 2003 bên cạnh cầu thủ chạy cánh Ryan Giggs của  Manchester United và tiền vệ Edgar Davids của Juventus. Anh ấy cũng có tên trong Ultimate Team Legends trong FIFA 15. Năm 2015, hãng game Konami thông báo rằng Roberto Carlos sẽ xuất hiện trong trò chơi bóng đá điện tử của họ có tên là Pro Evolution Soccer 2016.
Năm 2016, Roberto Carlos cho ra mắt một phần mềm có tên Ginga Scout kết nối người chơi với huấn luyện viên trên toàn cầu. 
Vào tháng 6 năm 2022, Roberto Carlos đồng tổ chức (cùng với Ronaldinho) một trận đấu triển lãm ở Miami bao gồm cả các cầu thủ vẫn còn thi đấu chuyên nghiệp và đã nghỉ hưu mang tên "The Beautiful Game by R10 and RC3". Đội của Roberto Carlos đã thắng trận với tỷ số 12-10. Một trận tái đấu được tổ chức tại Orlando vào ngày 23 tháng 6 năm 2023, trận đấu đã bị tạm dừng sau khoảng một giờ thi đấu do trời mưa và lấn sân. Tỷ số của trận thứ hai kết thúc với tỷ số 4-3 nghiêng về đội bóng của Ronaldinho.

## Thống kê sự nghiệp

### Câu lạc bộ
| Thành tích câu lạc bộ | Thành tích câu lạc bộ | Thành tích câu lạc bộ       | VĐQG | VĐQG | Cúp            | Cúp            | Châu lục      | Châu lục      | Tổng | Tổng |
| Mùa                   | Câu lạc bộ            | Giải                        | Trận | Bàn  | Trận           | Bàn            | Trận          | Bàn           | Trận | Bàn  |
| Brasil                | Brasil                | Brasil                      | Giải | Giải | Copa do Brasil | Copa do Brasil | Nam Mỹ        | Nam Mỹ        | Tổng | Tổng |
| --------------------- | --------------------- | --------------------------- | ---- | ---- | -------------- | -------------- | ------------- | ------------- | ---- | ---- |
| 1993                  | Palmeiras             | Série A                     | 20   | 1    | 5              | 0              | -             | -             | 321  | 1    |
| 1994                  | Palmeiras             | Série A                     | 24   | 2    | 3              | 0              | 6             | 1             | 33   | 3    |
| 1995                  | Palmeiras             | Série A                     | 0    | 0    | 4              | 1              | 9             | 3             | 13   | 4    |
| Ý                     | Ý                     | Ý                           | Giải | Giải | Coppa Italia   | Coppa Italia   | Châu Âu       | Châu Âu       | Tổng | Tổng |
| 1995-96               | Inter Milan           | Serie A                     | 30   | 5    | 2              | 1              | 2             | 1             | 34   | 7    |
| Tây Ban Nha           | Tây Ban Nha           | Tây Ban Nha                 | Giải | Giải | Copa del Rey   | Copa del Rey   | Châu Âu       | Châu Âu       | Tổng | Tổng |
| 1996-97               | Real Madrid           | La Liga                     | 37   | 5    | 5              | 0              | -             | -             | 42   | 5    |
| 1997-98               | Real Madrid           | La Liga                     | 35   | 4    | 1              | 1              | 9             | 2             | 45   | 7    |
| 1998-99               | Real Madrid           | La Liga                     | 35   | 5    | 4              | 0              | 8             | 0             | 47   | 5    |
| 1999-00               | Real Madrid           | La Liga                     | 35   | 4    | 3              | 0              | 17            | 4             | 55   | 8    |
| 2000-01               | Real Madrid           | La Liga                     | 36   | 5    | 0              | 0              | 14            | 4             | 50   | 9    |
| 2001-02               | Real Madrid           | La Liga                     | 31   | 3    | 6              | 1              | 13            | 2             | 50   | 6    |
| 2002-03               | Real Madrid           | La Liga                     | 37   | 5    | 1              | 0              | 15            | 1             | 53   | 6    |
| 2003-04               | Real Madrid           | La Liga                     | 32   | 5    | 7              | 1              | 8             | 2             | 47   | 8    |
| 2004-05               | Real Madrid           | La Liga                     | 34   | 3    | 2              | 0              | 10            | 1             | 46   | 4    |
| 2005-06               | Real Madrid           | La Liga                     | 35   | 5    | 3              | 1              | 7             | 0             | 45   | 6    |
| 2006-07               | Real Madrid           | La Liga                     | 23   | 3    | 1              | 0              | 8             | 0             | 32   | 3    |
| Thổ Nhĩ Kỳ            | Thổ Nhĩ Kỳ            | Thổ Nhĩ Kỳ                  | Giải | Giải | Cúp            | Cúp            | Châu Âu       | Châu Âu       | Tổng | Tổng |
| 2007-08               | Fenerbahçe            | Süper Lig                   | 22   | 2    | 3              | 0              | 9             | 0             | 34   | 2    |
| 2008-09               | Fenerbahçe            | Süper Lig                   | 32   | 4    | 8              | 2              | 10            | 1             | 50   | 7    |
| 2009-10               | Fenerbahçe            | Süper Lig                   | 11   | 0    | 0              | 0              | 8             | 1             | 19   | 1    |
| Brasil                | Brasil                | Brasil                      | Giải | Giải | Copa do Brasil | Copa do Brasil | South America | South America | Tổng | Tổng |
| 2010                  | Corinthians           | Série A                     | 35   | 1    | -              | -              | 8             | 0             | 572  | 42   |
| 2011                  | Corinthians           | Série A                     | 0    | 0    | -              | -              | 1             | 0             | 43   | 13   |
| Nga                   | Nga                   | Nga                         | Giải | Giải | Cúp            | Cúp            | Châu Âu       | Châu Âu       | Tổng | Tổng |
| 2011-12               | Anzhi                 | Giải bóng đá Ngoại hạng Nga | 29   | 4    | 3              | 1              | -             | -             | 32   | 5    |
| Ấn Độ                 | Ấn Độ                 | Ấn Độ                       | Giải | Giải | Cup            | Cup            | Other         | Other         | Tổng | Tổng |
| 2015                  | Delhi Dynamos         | Indian Super League         | 2    | 0    | —              | —              | —             | —             | 2    | 0    |
| Tổng                  | Brasil                | Brasil                      | 79   | 4    | 12             | 1              | 24            | 4             | 139  | 13   |
| Tổng                  | Ý                     | Ý                           | 30   | 5    | 2              | 1              | 2             | 1             | 34   | 7    |
| Tổng                  | Tây Ban Nha           | Tây Ban Nha                 | 370  | 47   | 33             | 4              | 109           | 16            | 512  | 67   |
| Tổng                  | Thổ Nhĩ Kỳ            | Thổ Nhĩ Kỳ                  | 65   | 6    | 11             | 2              | 27            | 2             | 103  | 10   |
| Tổng                  | Nga                   | Nga                         | 29   | 4    | 3              | 1              | —             | —             | 32   | 5    |
| Tổng sự nghiệp        | Tổng sự nghiệp        | Tổng sự nghiệp              | 573  | 66   | 61             | 9              | 162           | 23            | 820  | 102  |

- Thi đấu 6 trận (1997, 2001, 2003) Supercopa de España.
- Thi đấu 3 trận (1998, 2000, 2002) Siêu cúp châu Âu và ghi 1 bàn (2002).
- Thi đấu 3 trận (1998, 2000, 2002) Intercontinental Cup và ghi 1 bàn (2000).
- Thi đấu 1 trận (2007) Siêu cúp Thổ Nhĩ Kỳ.

1gồm 7 trận và 0 bàn tại Torneio Rio - São Paulo 1993.
2includes 14 trận và 3 bàn tại Campeonato Paulista 2010.
3includes 3 trận và 1 bàn tại Campeonato Paulista 2011.

### Đội tuyển quốc gia
| Đội tuyển bóng đá Brasil | Đội tuyển bóng đá Brasil | Đội tuyển bóng đá Brasil |
| Năm                      | Trận                     | Bàn                      |
| ------------------------ | ------------------------ | ------------------------ |
| 1992                     | 7                        | 0                        |
| 1993                     | 5                        | 0                        |
| 1994                     | 7                        | 0                        |
| 1995                     | 13                       | 1                        |
| 1996                     | 4                        | 0                        |
| 1997                     | 18                       | 2                        |
| 1998                     | 10                       | 0                        |
| 1999                     | 13                       | 2                        |
| 2000                     | 9                        | 0                        |
| 2001                     | 7                        | 1                        |
| 2002                     | 11                       | 1                        |
| 2003                     | 5                        | 1                        |
| 2004                     | 12                       | 0                        |
| 2005                     | 9                        | 3                        |
| 2006                     | 6                        | 0                        |
| Tổng cộng                | 125                      | 11                       |

### Bàn thắng quốc tế
| Roberto Carlos - Bàn thắng quốc tế | Roberto Carlos - Bàn thắng quốc tế | Roberto Carlos - Bàn thắng quốc tế                | Roberto Carlos - Bàn thắng quốc tế | Roberto Carlos - Bàn thắng quốc tế | Roberto Carlos - Bàn thắng quốc tế | Roberto Carlos - Bàn thắng quốc tế |
| #                                  | Thời gian                          | Địa điểm                                          | Đối thủ                            | Bàn thắng                          | Kết quả                            | Giải đấu                           |
| ---------------------------------- | ---------------------------------- | ------------------------------------------------- | ---------------------------------- | ---------------------------------- | ---------------------------------- | ---------------------------------- |
| 1                                  | 6 tháng 6 năm 1995                 | Goodison Park, Liverpool, Anh                     | Nhật Bản                           | 3-0                                | 3-0                                | Umbro Cup                          |
| 2                                  | 3 tháng 6 năm 1997                 | Stade de Gerland, Lyon, Pháp                      | Pháp                               | 0-1                                | 1-1                                | Tournoi de France                  |
| 3                                  | 8 tháng 6 năm 1997                 | Stade de Gerland, Lyon, Pháp                      | Ý                                  | 2-1                                | 3-3                                | Tournoi de France                  |
| 4                                  | 26 tháng 6 năm 1999                | Arena da Baixada, Curitiba, Brasil                | Latvia                             | 2-0                                | 3-0                                | Giao hữu                           |
| 5                                  | 9 tháng 10 năm 1999                | Amsterdam ArenA, Amsterdam, Hà Lan                | Hà Lan                             | 1-0                                | 2-2                                | Giao hữu                           |
| 6                                  | 9 tháng 8 năm 2001                 | Arena da Baixada, Curitiba, Brasil                | Panama                             | 5-0                                | 5-0                                | Giao hữu                           |
| 7                                  | 8 tháng 6 năm 2002                 | Jeju World Cup Stadium, Seogwipo, Hàn Quốc        | Trung Quốc                         | 1-0                                | 4-0                                | World Cup 2002                     |
| 8                                  | 12 tháng 10 năm 2003               | Sân vận động Walkers, Leicester, Anh              | Jamaica                            | 1-0                                | 1-0                                | Giao hữu                           |
| 9                                  | 9 tháng 11 năm 2005                | Sân vận động Hồng Kông, Hồng Kông                 | Hồng Kông                          | 2-0                                | 7-1                                | 2005 Carlsberg Cup                 |
| 10                                 | 8 tháng 6 năm 2005                 | Sân vận động River Plate, Buenos Aires, Argentina | Argentina                          | 3-1                                | 3-1                                | Vòng loại World Cup                |
| 11                                 | 12 tháng 10 năm 2005               | Estádio da Curuzú, Belém, Brasil                  | Venezuela                          | 2-0                                | 3-0                                | Vòng loại World Cup                |

## Thành tích

### Câu lạc bộ
- Palmeiras
  - Giải vô địch bóng đá Brasil: 1993, 1994
  - Rio-São Paulo Tournament: 1993
  - São Paulo State Championship: 1993, 1994
- Real Madrid
  - La Liga: 1996-97, 2000-01, 2002-03, 2006-07
  - Siêu cúp bóng đá Tây Ban Nha: 1997, 2001, 2003
  - UEFA Champions League: 1997-98, 1999-00, 2001-02
  - Siêu cúp bóng đá châu Âu: 2002
  - Cúp bóng đá liên lục địa: 1998, 2002
- Fenerbahce
  - Turkish Super Cup: 2007
  - UEFA Champions League: Tứ kết 2008
  - Turkcell Super League 2007-08: Á quân

### Tuyển quốc gia
- Brasil
  - Copa América: 1997, 1999
  - Cúp bóng đá thế giới: 2002
  - Confederations Cup 1997
  - World Cup 1998: hạng nhì.
  - FIFA 100 một trong 125 cầu thủ vĩ đại nhất bóng đá thế giới.